# Jasione heldreichii
Jasione heldreichii är en klockväxtart som beskrevs av Pierre Edmond Boissier och Theodhoros Georgios Orphanides. Jasione heldreichii ingår i släktet blåmunkssläktet, och familjen klockväxter. Inga underarter finns listade i Catalogue of Life.

## Bildgalleri

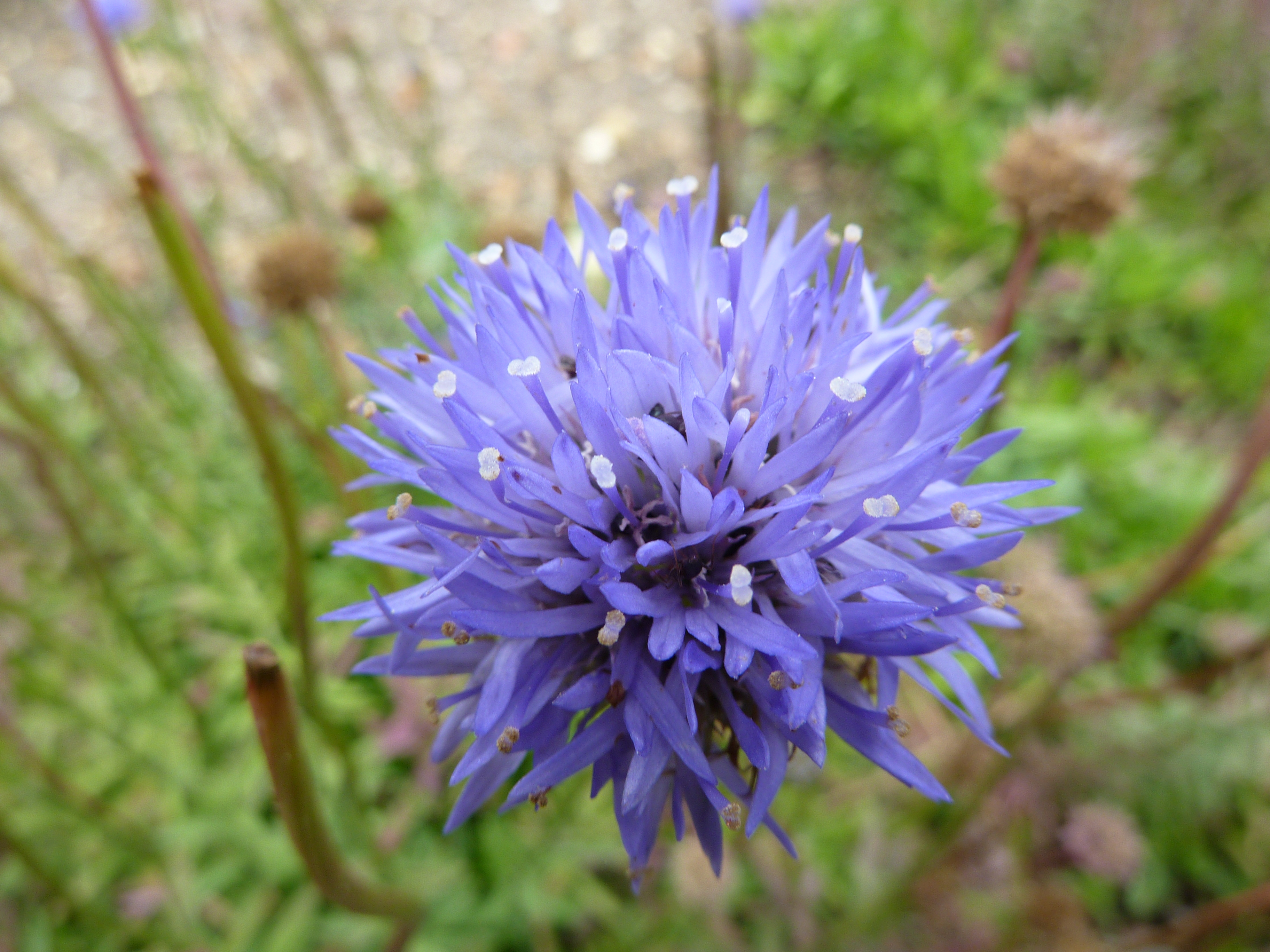
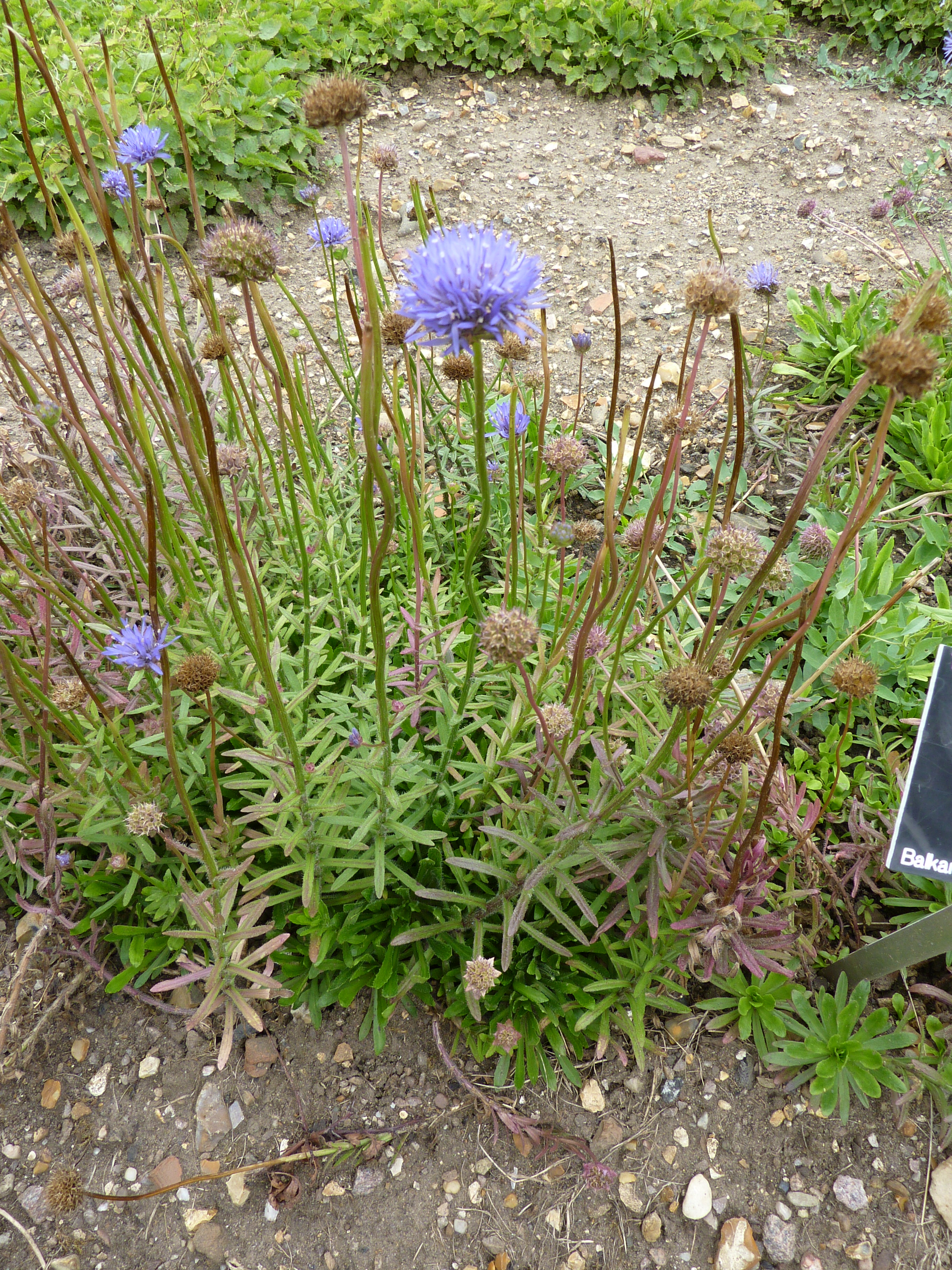